# 第11號鋼琴奏鳴曲 (貝多芬)
降B大調第11號鋼琴奏鳴曲，作品22，是貝多芬的鋼琴奏鳴曲，於1800年間創作及完成，1802年出版，這首是貝多芬自己覺得最自豪的早期奏鳴曲作品。與第12號鋼琴奏鳴曲一樣，都是與第1號交響曲為同期作品。作品題獻於他的其中一位贊助人布朗勒伯爵。
本曲以早期奏鳴曲而言，篇幅較為長，全曲演奏時間連重覆約為27-30分鐘。

## 樂曲結構
本奏鳴曲共有四個樂章，分別是：
- 第一樂章：煇煌的快板（Allegro con brio）
- 第二樂章：持續而富感情的行版（Adagio con molto espressione）
- 第三樂章：小步舞曲（Menuetto）
- 第四樂章：迴旋曲，小快板（Rondo, Allegretto）

## 外部連結
- 波恩貝多芬之家有關《第11號鋼琴奏鳴曲》資料 （页面存档备份，存于）（德文）
- 希夫·安德拉斯談論貝多芬的《第11號鋼琴奏鳴曲》 （页面存档备份，存于）
- 貝多芬《第11號鋼琴奏鳴曲》：国际乐谱典藏计划上的乐谱
- 贝多芬《第11号钢琴奏鸣曲》创作历程的介绍及对音乐内容的评论（英文）